# 2004 في كولومبيا
فيما يلي قوائم الأحداث التي وقعت خلال عام 2004 في كولومبيا.

## رياضة
- 20 يونيو – طواف كولومبيا 2004 الفائزون Víctor Niño [الإنجليزية]‏، Nu Colombia [الإنجليزية]‏، Heberth Gutiérrez [الإنجليزية]‏، ، Walter Pedraza [الإنجليزية]‏، خايرو هرنانديز، Libardo Niño [الإنجليزية]‏.

## موسيقى

### أغاني
من الأغاني التي صدرت هذه السنة في كولومبيا:
- 26 أغسطس – لا كاميسا نيغرا من غناء جيانز.

## وفيات

### يناير
- 3 يناير – خوسيه إف. إسكوبار (مواليد 1954) رياضياتي كولومبي.

### مارس
- 15 مارس – أمبارو أريباتو (مواليد 1944) راقصة كولومبية.

### أبريل
- 16 أبريل – كارلوس كاستانيو جيل (مواليد 1965) مهرب مخدرات كولومبي.